# مريديث كلاين
مريديث كلاين (بالإنجليزية: Meredith Kline)‏ هو عالم عقيدة أمريكي، ولد في 15 ديسمبر 1922، وتوفي في 14 أبريل 2007.